# Tenpa Gyaltsen
Tenpa Gyaltsen  (? - 1647) was een Tibetaans geestelijke.
Hij was de achtendertigste Ganden tripa van 1643 tot ca. 1644/47 en daarmee de hoofdabt van het klooster Ganden en hoogste geestelijke van de gelugtraditie in het Tibetaans boeddhisme.